# Henneguya akule
Henneguya akule is een microscopische parasiet uit de familie Myxobolidae. Henneguya akule werd in 2008 beschreven door Work, Takata, Whipps & Kent. 